# Фримансберг (Пенсилванија)
Фримансберг (енгл. Freemansburg) град је у америчкој савезној држави Пенсилванија.

## Демографија
По попису из 2010. године број становника је 2.636, што је 739 (39,0%) становника више него 2000. године.
| Група             | 2000.         | 2010.         |
| Белци             | 1.528 (80,5%) | 1.575 (59,7%) |
| Афроамериканци    | 53 (2,8%)     | 359 (13,6%)   |
| Азијати           | 9 (0,5%)      | 22 (0,8%)     |
| Хиспаноамериканци | 282 (14,9%)   | 632 (24,0%)   |
| Укупно            | 1.897         | 2.636         |